# Аналоговый хоррор
Ана́логовый хо́ррор (англ. Analog Horror) — поджанр ужасов, ответвление жанра «найденная плёнка». Представляет собой веб-сериалы с низкокачественной графикой, загадочными сообщениями и визуальным стилем в духе аналогового телевидения конца XX века и VHS-записей. Видеоролики содержат материалы мистического и псевдодокументального характера. Данный жанр активно переплетается с крипипастой. Распространён на видеохостинге YouTube.

## История
Считается, что данный поджанр возник в Интернете (в основном на YouTube) в период с конца 2000-х годов до середины 2010-х годов.
Термин ввёл веб-карикатурист Кристофер Страуб — автор и режиссёр веб-сериала Local 58, давшего толчок развитию жанра в интернете. Данный сериал послужил вдохновением для других подобных работ, таких как «Каталог Манделы» и «Файлы Уолтена», ставших культовыми проектами своего жанра. Так же канал на YouTube, Kraina Grzybów TV, предопределил основные темы жанра, так как в декабре 2013 года стал публиковать видеоролики, стилизованные под телепрограммы 1990-х годов, содержащие в себе сюрреалистические и тревожные образы.
В 2022 году Netflix анонсировала собственный сериал ужасов «Архив 81», который по своим характеристикам очень похож на аналоговый хоррор. Сериал был отменён после одного сезона.

## Особенности жанра
Аналоговый хоррор обычно характеризуется низкой точностью воспроизведения графики, загадочными сообщениями и визуальными стилями, напоминающими телевидение конца XX века. Это сделано, чтобы соответствовать обстановке, поскольку действие аналоговых хоррор-фильмов обычно разворачивается между 1960-ми и 1990-ми годами. Название «аналоговый хоррор» было дано из-за эстетического сочетания элементов, связанных с аналоговой электроникой, таких как аналоговое телевидение и видеомагнитофон, причём последний является аналоговым методом записи видео.

## Примеры

### Local 58
Серия видеороликов на YouTube, представленных в виде подлинных видеозаписей телевизионной станции, созданной в начале 20-го века, которая постоянно захватывалась в течение нескольких десятилетий. Хотя в этом сериале нет основного сюжета, кажется, что каждый эпизод содержит скрытые сообщения, связанные с созерцанием Луны или ночного неба, а также с Институтом исследования мыслей (TRI).
Считается, что Local 58 внёс вклад в создание и/или популяризацию жанра аналогового хоррора. Часть слогана сериала «АНАЛОГОВЫЙ ХОРРОР НА ЧАСТОТЕ 476 МГц» дала название жанру.
Создатель сериала — Кристофер Страуб.

### Файлы Уолтена / The Walten Files
Аналоговый хоррор, берущий творческий исток из игр Скотта Коутона Five Nights at Freddy’s. Сюжет сериала разворачивается в 1974—1982 году в городе Брайтон, штат Мичиган (США), где вокруг компании «Bunny Smiles Incorporated» происходят необъяснимые случаи пропажи людей. По намёкам серий, известно, что пропавшие сотрудники компании были убиты маскотом компании «BSI» — Кроликом Боном, и тела сотрудников были найдены внутри костюмов других персонажей компании.
Создатель сериала — Мартин Паредес (Martin Walls).

### Каталог Манделы / The Mandela Catalogue
Серия видеороликов, созданный Алексом Кистером в 2021 году, представляет собой серию поддельных обучающих видеороликов, распространяющих информацию о сверхъестественной сущности, связанной с попыткой воспроизвести человеческое существо. События происходят в вымышленном округе Мандела, штат Висконсин, где лица, известные как «доппельгангеры» или «альтернативы», терроризируют сообщество. По мере продолжения сериала становится очевидным, что другие аспекты сюжета включают Люцифера, маскирующегося под библейского архангела Гавриила, то есть присутствует как паранормальный, так и оккультный аспект, история которого восходит к периоду до Рождества Христова.
Создатель сериала — Алекс Кистер (AlexxKister).

### Gemini Home Entertainment
Cерия антологий ужасов, созданная Реми Абоудом. В центре сюжета — одноимённая компания Gemini Home Entertainment, вымышленный дистрибьютор видеокассет, в которых подробно описываются многочисленные аномальные инциденты, происходящие по всему миру, в том числе появление различных опасных инопланетных существ в Соединённых Штатах и продолжающееся нападение на Солнечную систему «Ириса», разумной планеты-изгоя, которая послала сущности на Землю, чтобы подчинить себе планету и человечество. Идея существа «древолаза» в сериале в значительной степени основана на мифологии индейцев о перевёртышах и вендиго.
Создатель сериала — Реми Абоуд (Abode).

### The Monument Mythos
The Monument Mythos (иногда стилизованный как «THE MONUMENT MYTHOS») — псевдоаналоговый веб-сериал ужасов в жанре альтернативной истории. Сериал разделён на три «вселенные». Основная вселенная — вселенная Дина, где американский актёр Джеймс Дин — 37-й президент США, принимающий множество важных решений. В конце концов, Земля уничтожена в результате катастрофического события, известного как «Великое разделение», в результате чего в живых осталось мало людей. События, которые привели к Великому разделению, задокументированы «Хтонавтом А» и опубликованы на YouTube под псевдонимом «MISTER MANTICORE». Вторая вселенная — «вселенная Никсона», в которой Ричард Никсон из вселенной Дина переносится в эту вселенную, обретает божественные силы и создаёт в своей сущности трёх существ. После того, как Никсон узнаёт, что общество жестоко и несправедливо, он «выдумывает» вселенную, превращая вселенную Никсона в сериал на YouTube. Третья вселенная — «вселенная Монти», где американский актёр Монтгомери Клифт баллотируется на пост президента, а Джеймс Дин — его вице-президентом, главное событие, ведущее к Великому разделению, отменяется, а межпланетная угроза остановлена, что спасает Землю.
Создатель сериала — Алекс Канзас (MISTER MANTICORE).

### UrbanSPOOK
The Painter (более известный как UrbanSPOOK) — аналоговый хоррор-сериал за авторством некоего «UrbanSLUG». В центре сюжета — убийства в неизвестном американском городе двумя невероятно жестокими серийными убийцами. Визитной карточкой сериала являются тревожные гротескные картины жертв, рисуемые маньяками перед совершением очередных убийств и оставляемые ими на местах преступлений. На данный момент сериал насчитывает 9 серий с суммарной продолжительностью около 45 минут. Сами ролики оформлены в стиле полицейских докладов с детальным описанием каждого убийства, жестокость которых может поразить чувствительного зрителя: расчленения, каннибализм, убийства детей и младенцев, надругательства над трупами и даже изнасилование животным под действием виагры.
Создатель сериала — «UrbanSLUG» (Ф.И.О. — неизвестно).

### Главное управление МЧС России по Магнитошахтинской области
Российский аналоговый хоррор, рассказывающий от лица МЧС России о способах выживания и правилах поведения в вымышленном субъекте Российской Федерации — Магнитошахтинской области при помощи видео-инструкций. Практически во всех эпизодах описываются способы противостояния монстрам, которых в сериале называют «акратиды» или «нечистые»; в их число входят Жердяи, Укромщики, Лесовики, Оплетаи и Неспех. В некоторых видеороликах упоминаются славянские языческие боги; такие как Перун, Велес, Черобог и Карачун.
По своей структуре серий проект схож с «SCP Realised». В интернете его часто сравнивают с «The Mandela Catalogue».
Создатель сериала — «Мракобес» (Ф.И.О. — неизвестно).

### Страна грибов / Kraina Grzybów
Польский веб-сериал, созданный в стиле детской передачи времён 90-х годов. Повествует о приключениях 10-летней девочки по имени Агата, которую похитили демоны, отправив её в параллельный мир. Изначально она не придаёт значение тому факту, что её похитили, но с развитием сюжета она понимает суть происходящего и пытается вернуться домой. Компаньон Агаты, жительница Страны грибов Маргоша, издевается над ней, но в то же время хочет ей помочь.
Создатель сериала — Виктор Стрибог.

### Закулисье / The Backrooms
Веб-сериал, посвящённый крипипасте «Закулисье». Основной сюжет веб-сериала разворачивается вокруг вымышленного научного института Async, который открывает портал в иное измерение, состоящее из бесконечных жёлтых коридоров и ставшее причиной массового исчезновения людей. Основные действующие лица — сотрудники института, исследующие пространства Закулисья, а также оператор, попавший в Закулисье как очередная жертва.
Создатель сериала — Кейн Парсонс.

### Центросибирские Хроники
Российский аналоговый хоррор, повествующий о вымышленном городе Центросибирске в Красноярском крае. Сюжет сериала разворачивается в конце декабря 1989 года, во время перестройки правительства СССР. В селе Ракосельское рядом с мясокомбинатом произошла утечка грибка КП (Комплекс Попова). Туши умершего скота были скормлены собакам, которые и стали разносчиками болезни.
В одной из серии выясняется, что КП являлся средством воплощения коммунистических идей в жизнь, созданным профессором Н. К. Преображенским, который также является руководителем местного телеканала «ЦТЦ». Заражённые КП люди мутировали до неимоверных масштабов и могли взаимодействовать с электроникой, что было показано во многих эпизодах сериала.
Создатель сериала — Василиса Арбатская (ANIMRAPTOR).

### Final Data
Российский псевдоаналоговый фантастический веб-сериал в жанре альтернативной истории. Сюжет разворачивается в первой половине XXI века, в вымышленной стране Объединённая Россия. В начале 00-х в Москве проходят ряд научных исследований с известными башнями такие как Октод, Шуховская и Останкинская. В 2020 году появляется вирус ATD-12 из за которого к 2022, 3.5 миллиарда человек на планете погибают. В 2022 году, правительство ОР запускает терапию Москвы что бы излечить её от вируса, но вместо этого происходит радиационная авария и город эвакуируют. В интернете сериал часто сравнивают с «The Monument Mythos» из за стилистической схожести обоих проектов.
Создатель сериала — Майкл C. Уильямс (Action)

### Тайны Х.Т.У / Secrets of K.I.T
Российский аналоговый хоррор, созданный по мотивам игры Скотта Коутона Five Nights at Freddy’s, повествующий о вымышленной истории, в которой происходят загадочные исчезновения людей, террористический акт и религиозные события в театре в одном из подмосковных городов. Действие сериала разворачивается в начале 2000-х годов в городе Химки, расположенном в Московской области. В вымышленном театральном учреждении МАУК «ХТУ» (полное название — «Химкинское Театральное Учреждение») совместно с корпорацией НПО «Импульс» создают аналог аниматроников — «механизмы» для местного театра.
За период деятельности театра в течение нескольких лет без вести пропадают около десяти человек, включая двоих из трёх управляющих — братьев Головиных.
Георгий Антипов, возглавляющий театр, и его ассистент Павел Эпельман обеспечивают тотальный контроль в театре, скрывая от городских властей информацию о пропажах. Они внимательно следят за действиями «механизмов», которые стремятся освободиться из «лимба» — места, похожего на чистилище, куда попадают жертвы, убитые самим художественным руководителем театра.
Создатель сериала — Александр Хатунцев (AlexRussich).

### Царствие Небесное
Телевизионный некролог, якобы транслировавшийся на телеканале «РТР» с 1991 по 1994 год включительно в региональных окнах города Барнаула. От других телевизионных некрологов отличается особо мрачной и гнетущей атмосферой, сопровождением тяжёлой траурной музыки, использованием церковных шрифтов и трогательными речами родственников. При этом, хоррор не содержит в себе мистики и ужаса, а выпуски смонтированы с минимализмом, с полной имитацией монтажа программ регионального телевидения 1990-х годов. Ощущение страха достигается благодаря тематике смерти, плохому качеству изображения, резкому монтажу и тщательно подобранной музыкой.
В 2017 году на просторах интернета появилась статья, в которой очевидец рассказал о своём детском страхе, вызванном телепередачей. Позже, в 2021 году, в интернете появились оцифрованные версии выпусков программы «Царствие Небесное», якобы созданные бывшим сотрудником Барнаульского телевидения. Программа была представлена как подлинная, а её создатель тщательно продумал легенду. Однако в 2022 году блогеры разоблачили подделку.
Создатель сериала — Владимир Дорохин (возможно, псевдоним).

### The GREYLOCK Tapes
Аналоговый хоррор, повествующий о вспышке аномальных явлений вокруг округа Грейлок, штат Массачусетс (США).
Повествование сериала происходит в 1980-х годах. По сюжету, после археологических раскопок на одноимённой горе округ Грейлок подвергся аномалиям. После множества случаев убийств населения и мутаций, вызванных аномальными явлениями в лесных зонах, округ был закрыт на изоляцию.
Создатель сериала — Роб Гаваган (Rob Gavagan).

### FNAF VHS
Аналоговый хоррор, созданный по мотивам игры Скотта Коутона Five Nights at Freddy’s, представляет собой адаптацию сюжета оригинальной игры в формате веб-сериала. Вместе с веб-сериалом Local 58 он считается одним из пионеров жанра хоррора в аналоговом формате и сыграл важную роль в повышении интереса к этому жанру с середины 2019 года.
Создатель сериала — «Squimpus McGrimpus» (Ф.И.О. — неизвестно).

### Аномалия на ТВ
Зародившийся изначально в США в 2023 году жанр сразу же получил известность и в России. Уникальность заключается в том, что за основу часто берутся уже готовые записи эфиров с кассет, после чего при помощи небольших эффектов, нередко использования видеомагнитофонов для перезаписей, а в дальнейшем, и нейросетей происходит их искажение вроде исчезновения лица, «правдоподобного» взлома или прерывания эфира резким сообщением. Также создается и альтернативная концовка или начало заставки, передачи или рекламного ролика. Чтобы казалось, что такое было и в самом деле, часто делают камрипы телевизоров, которые были популярны в конце нулевых. Названия таких роликов пишутся латиницей с добавлением даты, а иногда и просто остаются пустыми.
Примером может послужить видеоролик пользователя ʗ̬ĂHHCAO «polechudes2010», опубликованное 3 мая 2025 года. Данное видео представляет собой кусок эфира Первого канала за 2010 год. Сперва идет выпуск Поля Чудес с участием Владислава Листьева, который рассказывает Якубовичу о смерти, после называет слово «Дингробесе», внизу появляется слово «NĀdГРОБÈ», после чего Листьев убивает Якубовича, загоняя его в гроб. Показывают сектор с православным крестом. Выпуск прерывается на альтернативную рекламу Пенталгина с повесившемся человечком. По окончанию рекламы показывают отдаляющийся открытый гроб с лежащим Якубовичем. Далее идет выпуск программы Время с Екатериной Андреевой, которая рассказывает о случившемся в капитал-шоу, а затем говорит страшную правду о телевидении. После показывают горящий коридор телецентра Останкино, часы Первого канала без стрелочек и заставку конца эфира с крутящейся Землёй, которая в конце взрывается.
Подобные ролики не всегда направлены на то, чтобы напугать зрителей. Часто они представляют собой сыворотку правды, рассказывая о том, что происходит на самом деле и как телезрителей «дурят».